# آرتوسا

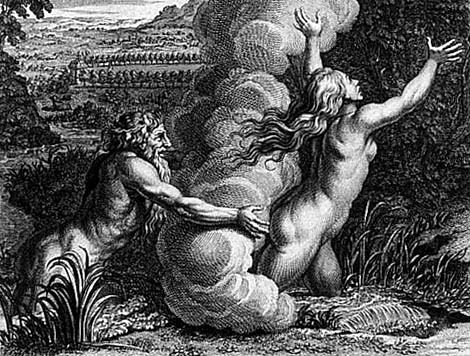
حکاکی توسط برنار پیکار، که آلفئوس را در حال گرفتن آرتوسا به تصویر کشیده‌است.

آرتوسا (به یونانی: Ἀρέθουσα) در اساطیر یونانی، نیمفی که در چندین بخش یونان شامل پلوپونز و سیسیلی شناخته شده‌است. او جزوه یکی از نرئیدها و دختر نرئوس به شمار می‌رفت. هنگامی که در حال حمام بود، ایزد رودخانه آلفئوس دیوانه‌وار شیفتهٔ او شد، اما آرتوسا از خانه‌اش در آرکادیا به سوی سیسیلی فرار کرد. در آنجا بدست الهه شکار آرتمیس تبدیل به چشمه‌ای مقدس (چشمه آرتوس در سیراکوز) شد. آلفئوس نیز از زیر دریا به او پیوست و آب‌های دریا را با او پیوند داد.